# 小栗徳丸
小栗 徳丸（おぐり とくまる、1968年 - ）は、日本の実業家。ジャパンエリアコードTV株式会社代表取締役。
株式会社WCS代表取締役。世界コスプレサミット実行委員会実行委員長。一般社団法人世界コスプレサミット文化普及協会理事長。愛知県名古屋市出身。

## 来歴
- 1990年、ランドマークプロダクツ株式会社に入社、イベント企画・営業を行う。
- 1993年、テレビ愛知株式会社に入社。
- 1994年、在局中に日本最大級のマンモスフリーマーケットを立ち上げる。
- 1996年、株式会社テレビ愛知企画に入社。エグゼクティブ・プロデューサーとなる。
- 2003年、第一回世界コスプレサミットを開催。[2]
- 2005年、株式会社テレビ愛知企画を退社し、電子マネー「楽天Edy」の普及事業を行うジャパンエリアコードTV株式会社を設立。
- 2012年、世界コスプレサミットの実行委員長の座に就任。株式会社WCSへ事業継承を行う。
- 2015年、現コスプレイヤーズアーカイブと経営統合を果たし、新サービスの開発に従事。
- 2015年、一般社団法人 世界コスプレ文化普及協会(WCDA)を設立。
- 2017年、自身がチーフプロデューサーとなるアニメ「ID-0」が放送開始。
- 2017年、Cosplayers.Global（コスプレイヤーズグローバル）という世界10カ国の言語に対応したSNSサービスをリリース。[3]
- 2019年、EO NAGOYAの第3期会長に就任。

## 活動
世界コスプレサミットの海外予選の審査委員長や、一般社団法人世界コスプレサミット文化普及協会の理事長を務める。また、地方創生やインバウンド関係の講演活動も行い、名古屋文化短期大学講師、和歌山大学産学連携・研究支援センターのアドバイザリーも務める。

## 世界コスプレサミットの誕生
コスプレをテーマとした番組のプロデューサーを務めることになり、調査のためにコスプレについて調べていると、欧州でコスプレのイベントがあることを知りパリのイベントに参加。現地で日本への強烈な愛情を受け、メディアの一員として日本に知らせなければいけないと考え、グローバルなイベントを日本で開催しようとプロジェクトを立ち上げたのがきっかけだった。

## ID-0の誕生エピソード
知り合いの声優を経由してこども時代の幼馴染の谷口悟朗監督に連絡をとり、世界コスプレサミットに参加するみんなのためにアニメーションをやりたいと話したところから始まる。30年ぶりの再会にもかかわらず、その熱意に対し監督はオファーを受け製作がスタート。2017年4月9日に放送が開始された。